# Абу Мена
Абу Мена је насеље и хришћанско касноантичког Египта које се налази око 45 km од југозападне Александрије. Иако има мало грађевина које стоје, темељи многих су јасно видљиви. Због тога је на UNESCO-m списку места светске баштине.

## Историја
Овај локалитет је први пут ископан од 1905. године. Ови напори су открили велику цркву базилике, суседну цркву у којој су вероватно били остаци светаца. Каснија, дуга ископавања окончана су 1998. године. Најновија ископавања открила су велики дом за сиромашне ходочаснике, са одвојеним просторијама за мушкарце и за жене и децу. Комплекс јужно од велике базилике вероватно је био резиденција хегумена или опата. Ископавања сугеришу да је рецепција за ходочаснике, можда изворно гробље. Чини се да је крстионица, која се налази у близини места првобитне цркве, прошла кроз најмање три фазе развоја. Такође је откривен комплек за вино, укључујући подземна складишта, који датирају из шестог и седмог века.

### Савремено стање
Данас постоји седам храмских комплекса окружених оградом на подручју Абу Мене; међу њима - Велика Базилика, базилика над гробницом св. Рудници. Изван тврђаве подигнуте крајем шестог века налазе се рушевине северне базилике из шестог века и источне цркве.